# پناهنده حفاظتی
پناهندگان حفاظتی، به افرادی (اغلب بومی) اطلاق می‌شود که در نتیجه ایجاد مناطق حفاظت‌شده مانند پارک‌ها و نواحی تحت حفاظت، از سرزمین‌های مادری خود رانده می‌شوند.

## تعریف
بسیاری از این افراد—مانند اقلیت «توا» در منطقه دریاچه‌های بزرگ—پیش از آن‌که منطقه حفاظت‌شده‌ای بر سرزمین آن‌ها ایجاد شود، در حاشیه جامعه زندگی می‌کردند و پس از اخراج، دچار گسست فرهنگی شده و اغلب در حاشیه شهرها یا سکونت‌گاه‌های جدید با فرصت‌های اندک اجتماعی و اقتصادی زندگی می‌کنند. در برابر منافع قدرتمند دولت‌ها و نهادهای بین‌المللی حفاظتی، این افراد بندرت دسترسی به مسیرهای قانونی برای دفاع از حقوق خود دارند و بسیاری از آنان در اردوگاه پناهندگان اسکان داده می‌شوند. 

### نقش سازمان‌های مردم‌نهاد (ENGO)
سازمان مردم‌نهاد زیست‌محیطی (ENGOs) از منابع متعددی تأمین مالی می‌شوند. بنیادهای خصوصی مانند بنیاد فورد و بنیاد جان دی و کاترین مک‌آرتور در گذشته بخش عمده‌ای از بودجه این سازمان‌ها را برای فعالیت‌های حفاظتی فراهم می‌کردند. منابع مالی دوجانبه و چندجانبه (مانند نمایندگی ایالات متحده آمریکا برای انکشاف بین‌المللی - USAID - و بانک جهانی) و شرکت‌های بزرگ نیز از جمله حامی مالی این نهادها هستند. افزایش حمایت مالی از سوی شرکت‌های تجاری، امکان بروز تعارض منافع میان سازمان‌های زیست‌محیطی و حامیان مالی‌شان را افزایش داده و می‌تواند به نادیده‌گرفتن اصول اخلاقی منجر شود.

اگرچه وب‌سایت‌هایی مانند «صندوق جهانی طبیعت»، «صندوق حفاظت از طبیعت» و «سازمان بین‌المللی حفاظت» مدعی همکاری با جوامع محلی هستند، اما الگوی حفاظت جهانی که مبتنی بر علوم غربی است، اغلب با دانش بومی در زمینه محیط‌زیست در تعارض قرار می‌گیرد. جنبش حفاظتی غربی گاهی مدل‌های بومی حفاظت را بی‌اعتبار می‌داند، زیرا این مدل‌ها بر پایه علم غربی بنا نشده‌اند. این در حالی است که دانش بومی حاصل نسل‌ها تعامل مستقیم انسان‌ها با محیط طبیعی خود است. مارک داوی در مقاله‌ای با عنوان «پناهندگان حفاظتی» در مجله Orion به این مسئله می‌پردازد:
جان مویر، یکی از پیشگامان جنبش حفاظت از طبیعت در آمریکا، معتقد بود که «طبیعت وحش» باید از هرگونه سکنه انسانی تخلیه شوند و به عنوان مکان‌هایی برای تأمین نیازهای انسان متمدن شهری به تفریح و نوسازی روحی کنار گذاشته شوند. این نگرش بعدها با تصویب «قانون مناطق بکر» در سال ۱۹۶۴ به سیاست ملی ایالات متحده تبدیل شد؛ قانونی که «بیابان» را جایی تعریف می‌کرد که «انسان تنها بازدیدکننده‌ای است که در آن اقامت نمی‌گزیند.»
تعجب‌آور نیست اگر ردپای این نگاه را هنوز در میان گروه‌های سنتی حفاظت از طبیعت بیابیم. تمایل به حفاظت از طبیعت «دست‌نخورده» همچنان در جنبشی به چشم می‌خورد که غالباً همهٔ مظاهر طبیعت را گرامی داشته، اما طبیعت انسانی را نادیده گرفته است، و از پذیرش جنبه‌های مثبت و غریزی «وحشی‌بودن» در ذات بشر سرباز زده است.

مقالهٔ داوی به بررسی جهانی شدن مفهوم حفاظت از طبیعت می‌پردازد. با اخراج جوامع بومی از سرزمین‌های تحت حفاظت، رابطهٔ همزیستی که میان این بومیان و محیط طبیعی‌شان وجود داشته، گسسته می‌شود؛ امری که ممکن است برخلاف نیت اولیه، به کاهش تنوع زیستی منجر شود، چرا که کسانی که پیش‌تر با طبیعت در تعامل مستقیم بوده‌اند، اکنون از هرگونه ارتباط با آن منع شده‌اند.
در نتیجهٔ این اخراج، بومیان به‌طور ناخواسته به جمعیت‌های پرشمار حاشیه‌نشینان اطراف پارک‌ها افزوده می‌شوند. این وضعیت می‌تواند به افزایش شکار غیرقانونی و فرسایش خاک در اثر کشاورزی معیشتی پناه‌جویان منجر شود. در چنین شرایطی، بی‌توجهی به عامل انسانی موجب می‌شود که مدل حفاظتی مورد استفاده توسط سازمان‌های بزرگ غیردولتی زیست‌محیطی (ENGOs)، نه‌تنها ناکارآمد، بلکه نتیجه‌ای معکوس داشته باشد.